# José Jacinto Valente Farinho
José Jacinto Valente Farinho (Beja, 18 de agosto de 1792 — Beja, 24 de julho de 1855), bacharel em Direito pela Universidade de Coimbra (1817), magistrado judicial, juiz de fora em Borba e depois em Angra, membro da Junta Provisória de Angra. Saldanhista, foi expulso da Terceira por Palmela em 1831. Foi procurador régio na Relação dos Açores e Ministro dos Negócios Eclesiásticos e da Justiça do governo do Marechal Saldanha, entre 6 de outubro de 1846 e 28 de abril de 1847.